# Auli Laitinen
Auli Laitinen, född 27 april 1967, är en svensk formgivare och smyckekonstnär. Hon finns representerad i Nationalmuseums samlingar med broschen "Out of the closet", 2005.